# Charles Frederick
Charles Frederick (21 décembre 1709 - 18 décembre 1785) est un homme politique britannique qui siège à la Chambre des communes de 1741 à 1784.

## Jeunesse
Il est le troisième fils de sir Thomas Frederick, ancien gouverneur de Fort St David, et de son épouse Mary Moncrieff, fille de William Moncrieff. Il est né le 21 décembre 1709. Il est un frère cadet de Sir John Frederick, 4e baronnet . Il fait ses études à la Westminster School en 1719-1720 et est inscrit à New College, Oxford le 19 mars 1725. En 1728, il est entré au Middle Temple. Il est élu membre de la Royal Society en mai 1733 . Il entreprend un Grand Tour en Italie, Constantinople, au Proche - Orient et en France avec son frère John de 1737 à 1739.

## Carrière politique
Il est élu sans opposition en tant que député de New Shoreham aux élections générales de 1741 et de 1747. Aux élections générales de 1754, il est élu député de Queenborough. Il est fait chevalier de l'Ordre du Bain en 1761. Il est réélu sans opposition pour Queenborough en 1761 et 1768 et s'est classé en tête du scrutin en 1774. Il est réélu à Queenborough sans opposition en 1780. Il est brièvement père de la maison à partir de juin 1784 .
Il est également nommé greffier des livraisons en 1746 et promu arpenteur général de l'ordre en 1750. En 1782, cependant, son fils et lui sont tous deux renvoyés du bureau par le maître général de l'ordre, Charles Lennox (3e duc de Richmond). Son fils, qui est architecte de l'ordre, est remplacé par James Wyatt qui a ensuite construit les casernes Royal Artillery et l'Académie royale militaire de Woolwich .

## Famille et héritage
Il épouse Lucy Boscawen, fille d'Hugh Boscawen (1er vicomte Falmouth) le 18 août 1746 . Son arrière-petit-fils, Charles Edward est devenu 7e baronnet.
Frederick est décédé le 18 décembre 1785 . Frederick Place de Woolwich porte son nom.